# Ekinus

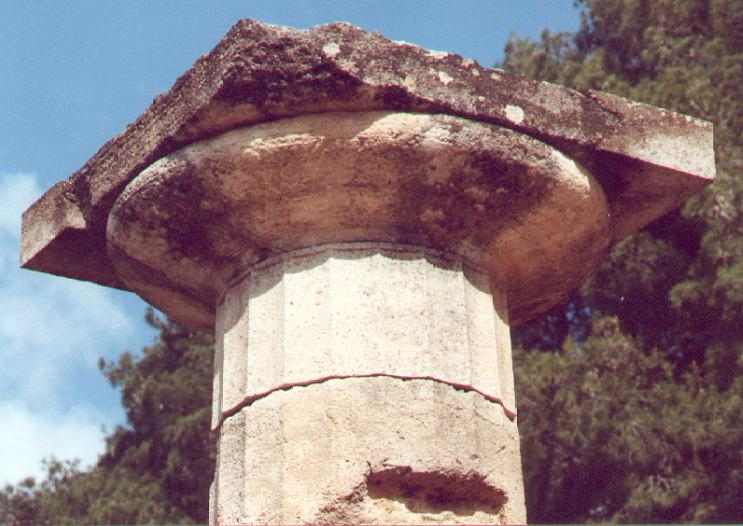
Den runda ekinus under den fyrkanta abakus på en dorisk pelare av Hera-templet i Olympia

Ekinus (lat. echinus, av grek. echinos, eg. "sjöborre") är den runda kuddliknande platta som tillhör ett doriskt kapitäl och är placerad mellan abakus och kolonnskaftet.